# Saison 2017-2018 du Montpellier Hérault Sport Club (féminines)
Maillots
Dernière mise à jour : 30 mai 2018.
Chronologie
Saison précédente Saison suivante
La saison 2017-2018 de la section féminine du Montpellier Hérault Sport Club est la vingt-et-unième saison consécutive du club héraultais en première division du championnat de France et la vingt-cinquième saison du club à ce niveau depuis 1985.
Jean-Louis Saez est à la tête du staff montpelliérain lors de cette nouvelle saison qui fait suite à plusieurs saisons aux avant-postes pour le club, sans pour autant parvenir à décrocher un titre national. Les objectifs pour cette saison sont donc identiques à ceux des saisons précédentes, les dirigeants espérant venir concurrencer l'Olympique lyonnais pour le titre et réaliser une belle prestation en coupe d'Europe. Alors que l'Olympique lyonnais domine une fois de plus la saison aussi bien au niveau national que continental, les pailladines réalisent une bonne saison en étant à la lutte pour la seconde place avec le Paris Saint-Germain tout au long de la saison pour finalement terminer à la troisième place du championnat.
Le Montpellier HSC évolue également au cours de la saison en Coupe de France, où elles échouent en demi-finale face à l'Olympique lyonnais et en Ligue des champions, pour la première fois depuis 2010. Dans cette seconde, les pailladines atteignent les quarts de finale de la compétition où elles s'inclinent face aux anglaises du Chelsea LFC sur le score cumulé de cinq buts à un.

## Avant saison

### Transferts
Les dirigeants pailladins sont actifs rapidement sur le marché des transferts lors de cet intersaison. Le 12 juin, le club annonce l'arrivée de l'internationale danoise, Katrine Veje en provenance du Brøndby IF qui est suivi le dans la foulée par Méline Gérard, gardienne de but à l'Olympique lyonnais, qui remplace Solène Durand en partance pour l'EA Guingamp. Le 13 juillet, le club fait revenir Manon Uffren qui était partie en janvier au Dijon FCO pour avoir du temps de jeu.
Lors du mois de novembre, Lindsey Thomas en manque de temps de jeux en première division est prêté jusqu'à la fin de la saison aux Girondins de Bordeaux. Début janvier, c'est au tour de Marine Haupais de quitter le club pour rejoindre le FC Fleury. Du côté des arrivées, les dirigeants annoncent le 19 janvier la signature de Casey Murphy, jeune gardienne américaine en provenance des Rutgers Scarlet Knights.

### Préparation d'avant-saison
Les féminines du Montpellier HSC reprennent l'entrainement après l'Euro 2017 qui a lieu durant l'été.

## Compétitions

### Championnat

#### Phase aller - Journée 1 à 11
La saison démarre sur de bonnes bases pour les filles de Jean-Louis Saez en s'imposant facilement lors de l'ouverture de la saison face à l'ASPTT Albi sur le score de sept buts à zéro, avant d’enchaîner à domicile lors de la journée suivante sur le score de huit buts à zéro contre le FC Fleury et d'aller s'imposer sur la pelouse de l'Ol. Marseille quatre buts à un avec un doublé de Stina Blackstenius. Lors de la quatrième journée, les pailladines accueillent sur leur pelouse l'Olympique lyonnais pour le choc de la semaine et s'inclinent lourdement cinq buts à zéro faces au championnes de France et d'Europe en titre. Elles se relancent néanmoins dès la semaine suivante en écrasant le Rodez AF six buts à zéro sur leur pelouse, puis en s'imposant grâce à une réalisation de Laura Agard la journée suivante face à l'EA Guingamp et enfin en allant s'imposer sur la pelouse du Paris FC sur le score de deux buts à un avant le deuxième choc de la saison. Lors de la 8e journée, les pailladines affrontent le Paris Saint-Germain dans le deuxième choc de ce début de championnat, elles s'inclinent trois buts à un sur la pelouse des parisiennes, laissant ces dernières prendre leurs distances au classement, mais se ressaisissent dès la journée suivante en s'imposant quatre buts à un face aux Girondins de Bordeaux avec un triplé de Sofia Jakobsson, puis en écrasant l'ASJ Soyaux cinq buts à un sur sa pelouse lors de la 10e journée et terminent la phase des matchs aller par un dernière victoire quatre buts à un face au Lille OSC.

#### Phase retour - Journée 12 à 22
La première manche des matchs retour qui se joue avant la trêve hivernale et qui devait voir les pailladines défier le FC Fleury est reporté à cause de mauvaise condition météorologique. Lors de leur premier match de championnat de 2018, les filles de Jean-Louis Saez se font peur en s'imposant trois buts à deux face à l'Olympique de Marseille, après avoir mené trois buts à zéro, puis s'inclinent lors du choc entre les deux équipes européennes du championnat, en s'inclinant deux buts à un sur la pelouse de l'Olympique lyonnais. Les montpelliéraines réagissent dès la journée suivante en s'imposant deux buts à un face au Rodez AF, puis sont tenues en échec sur la pelouse du FC Fleury lors de leur match en retard sur le score d'un but partout, avant de s'imposer sur le score de trois buts à un sur la pelouse de l'EA Guingamp. Lors du premier des deux matchs contre les équipes parisiennes, les pailladines assurent définitivement leur place sur le podium en s'imposant deux buts à un face au Paris FC, avant de réaliser le match parfait face au Paris SG en s'imposant trois buts à zéro, maintenant ainsi la pression sur leur adversaire du soir pour l'obtention de la seconde place européenne. Malheureusement, les montpelliéraines ne bonifient pas ce résultat lors de la journée suivante en étant tenu en échec sur la pelouse des Girondins de Bordeaux sur un score nul et vierge, mais maintiennent le suspense une journée de plus en s'imposant de justesse face à l'ASJ Soyaux, un but à zéro, puis en s'imposant sur la pelouse du Lille OSC deux buts à zéro pendant que leurs adversaires à distance ne font qu'un match nul. Lors de la dernière journée, les pailladines s'imposent trois buts à un face à l'ASPTT Albi, condamnant par ailleurs les tarnaises à la relégation, mais ne parviennent pas à revenir sur leur adversaire pour la seconde place, laissant ainsi échapper la qualification pour la Ligue des champions.

### Classement final et statistiques
Le Montpellier HSC termine le championnat à la troisième place avec 17 victoires, 2 matchs nuls et 3 défaites. Une victoire rapportant trois points et un match nul un point, le MHSC totalise 53 points soit onze points de moins que le club sacré champion, l'Olympique lyonnais. Les Montpelliéraines possèdent la deuxième meilleure attaque du championnat et la troisième défense.
L'Olympique lyonnais est qualifié pour la phase finale de la Ligue des Champions 2018-2019 en compagnie du Paris Saint-Germain qui occupe la deuxième place. Les deux clubs relégués en Division 2 sont l'ASPTT Albi, après quatre saisons au plus haut niveau, et l'Olympique de Marseille après deux ans au plus haut niveau.
| Rang | Équipe             | Pts | J  | G  | N | P  | Bp  | Bc | Diff |
| ---- | ------------------ | --- | -- | -- | - | -- | --- | -- | ---- |
| 1    | Olympique lyonnais | 64  | 22 | 21 | 1 | 0  | 104 | 5  | +99  |
| 2    | Paris SG           | 56  | 22 | 18 | 2 | 2  | 59  | 13 | +46  |
| 3    | Montpellier HSC    | 53  | 22 | 17 | 2 | 3  | 63  | 22 | +41  |
| 4    | Paris FC           | 30  | 22 | 8  | 6 | 8  | 31  | 37 | -6   |
| 5    | ASJ Soyaux         | 24  | 22 | 6  | 6 | 10 | 18  | 36 | -18  |
| 6    | Lille OSC P        | 23  | 22 | 6  | 5 | 11 | 24  | 47 | -23  |

- Phase finale de la Ligue des Champions 2018-2019
- P : Promu de Division 2

### Coupe de France
La coupe de France 2017-2018 est la 17e édition de la coupe de France, une compétition à élimination directe mettant aux prises les clubs de football à travers la France métropolitaine et les DOM-TOM. Elle est organisée par la FFF et ses ligues régionales.
Lors de leur entrée en lice, les pailladines ne font qu'une bouchée de leur adversaire, l'AS Portet Carrefour Récébédou pourtant leader de division d'Honneur (3e échelon national), sur le score de sept buts à zéro avec trois doublés. Lors du tour suivant, les montpelliéraines éliminent un autre club de première division, l'ASPTT Albi, sur le score de deux buts à zéro, avant de passer tout près de la correctionnelle en huitième de finale face à l'Olympique de Marseille, ne s'en sortant que lors de la séance de tirs au but.
Lors des quarts de finale, les pailladines assurent le spectacle en s'imposant quatre buts à zéro sur la pelouse du Stade brestois, pour se qualifier pour un dernier carré plus que relevé où elles affrontent l'Olympique lyonnais qui ne leur laisse aucune chance en s'imposant quatre buts à zéro dans leur stade.

### Ligue des champions
La Ligue des champions 2017-2018 est la 17e édition de la plus importante compétition inter-clubs européenne de football féminin, une compétition à élimination directe mettant aux prises les clubs de football champions ou vice-champions de leur championnat national à travers toute l'Europe. Elle est organisée par la UEFA.
Lors du tirage au sort des seizième de finale qui a eu lieu le premier septembre à Nyon, les montpelliéraines qui ne sont pas tête de série hérite d'un gros morceau, le Zvezda 2005, vice-champion de Russie en 2016. Lors du match aller qui se jouent au Stade de la Mosson le 5 octobre, les pailladines bien que dominatrices se font surprendre par l'équipe russe qui inscrit son unique but sur une déviation de Linda Sembrant dans ses propres filets. Elles se ressaisissent cependant la semaine suivante et arrachent leur qualification sur la pelouse russe grâce à un doublé de Sofia Jakobsson. Lors du tour suivant, les pailladines affrontent les italiennes de l'ACF Brescia, vice-championne d'Italie. Lors du match aller sur la pelouse du Centro Sportivo Club Azzurri, elles sont menées à deux reprises, mais décroche finalement la victoire grâce à Linda Sembrant en début de seconde mi-temps. Le match retour est beaucoup moins stressant, les filles de Jean-Louis Saez écrasent littéralement les italiennes en s'imposant six buts à zéro pour autant de buteuses différentes.
En quart de finale, les pailladines héritent des vice-championne d'Angleterre, les "Ladies" du Chelsea LFC. Lors du match aller, alors qu'elle n'ont pas connues ce niveau depuis plus de huit saisons, elles s'inclinent deux buts à zéro dans un match maîtrisé mais où le manque de réalisme leur coûte la victoire, avant de s'incliner logiquement sur la pelouse anglaise lors du match retour, trois buts à un.

#### Coefficient UEFA
Grâce à ses résultats en Ligue des champions, le MHSC acquiert des points pour son coefficient UEFA, utilisé lors des tirages au sort des compétitions de l'UEFA. De par leur qualification directe pour les seizièmes de finale, les Montpelliéraines ont d'ores et déjà remporté trois points bonus auxquels se rajoute les six points obtenus grâce à leurs trois victoires et les deux points bonus pour avoir franchi les deux premiers tours de la compétition. Ces résultats leur permettent d'entrer directement à la 21e place du classement provisoire.
| Rang 2018 | Rang 2017 | Évolution | Club                | 2013-2014 | 2014-2015 | 2015-2016 | 2016-2017 | 2017-2018 | Total club | 33% CN | Coefficient |
| --------- | --------- | --------- | ------------------- | --------- | --------- | --------- | --------- | --------- | ---------- | ------ | ----------- |
| 1         | 1         | =         | VfL Wolfsbourg      | 24,000    | 18,000    | 21,000    | 14,000    | 21,000    | 96,000     | 27,390 | 125,390     |
| 2         | 2         | =         | Olympique Lyonnais  | 10,000    | 9,000     | 23,000    | 20,000    | 24,000    | 86,000     | 25,740 | 111,740     |
| 3         | 3         | =         | Paris Saint-Germain | 4,000     | 20,000    | 15,000    | 20,000    |           | 59,000     | 25,740 | 84,740      |
|           |           |           |                     |           |           |           |           |           |            |        |             |
| 17        | 15        | -2        | Birmingham City LFC | 19,000    |           |           |           |           | 19,000     | 19,470 | 38,470      |
| 18        | 22        | +4        | ACF Brescia         |           | 3,000     | 12,000    | 6,000     | 6,000     | 27,000     | 11,385 | 38,385      |
| 19        | 21        | +2        | Zvezda 2005         |           | 10,000    | 9,000     | 3,000     | 5,000     | 27,000     | 9,900  | 36,900      |
| 20        | -         | Entrée    | Montpellier HSC     |           |           |           |           | 11,000    | 11,000     | 25,740 | 36,740      |
| 21        | 19        | -2        | Glasgow City LFC    | 7,000     | 9,000     | 3,000     | 3,000     | 5,000     | 27,000     | 8,095  | 35,095      |
| 22        | 25        | +3        | AC Sparta Prague    | 4,000     | 5,000     |           | 3,000     | 9,000     | 21,000     | 11,550 | 32,550      |
| 23        | 33        | +10       | Lillestrøm          | 3,000     |           | 9,000     | 5,000     | 7,000     | 24,000     |        | 31,920      |

### Matchs officiels de la saison
Le tableau ci-dessous retrace les rencontres officielles jouées par le Montpellier HSC durant la saison. Les buteurs sont accompagnés d'une indication sur la minute de jeu où est marqué le but et, pour certaines réalisations, sur sa nature (penalty ou contre son camp).
| Compétition         | Débute au tour | Place ou tour final | Matches joués | Gagnés | Nuls | Perdus | Buts pour | Buts contre | Différence |
| Division 1          | -              | 3e                  | 22            | 17     | 2    | 3      | 63        | 22          | +41        |
| Coupe de France     | 1/32 de finale | Demi-finale         | 5             | 3      | 1    | 1      | 14        | 5           | +9         |
| Ligue des champions | 1/16 de finale | 1/4 de finale       | 6             | 3      | 0    | 3      | 12        | 8           | +4         |
| Total               | -              | -                   | 33            | 23     | 3    | 7      | 89        | 35          | +54        |

## Joueuses et encadrement technique

### Encadrement technique
L'équipe est entraînée par Jean-Louis Saez, un entraîneur de 47 ans, en poste depuis l'été 2013 et ancien joueur du club dans les années 1980. Il a fait ses armes à l'AC Arles-Avignon où il a entraîné l’équipe première de 1992 à 2005, avant de s'occuper des jeunes du MHSC (-15 ans) et du Nîmes Olympique (-19 ans), pour retrouver l'AC Arles-Avignon en équipe réserve, puis en Ligue 1 le temps d’un intérim.

### Statistiques individuelles
| Joueuse               | Total |
| Stina Blackstenius    | 10    |
| Sofia Jakobsson       | 10    |
| Sakina Karchaoui      | 8     |
| Virginia Torrecilla   | 7     |
| Sandie Toletti        | 6     |
| Katrine Veje          | 5     |
| Janice Cayman         | 4     |
| Valérie Gauvin        | 3     |
| Marion Torrent        | 2     |
| Clarisse Le Bihan     | 2     |
| Laetitia Tonazzi      | 2     |
| Marie-Charlotte Léger | 1     |
| Manon Uffren          | 1     |
| Anouk Dekker          | 1     |

| Joueuse               | Total |
| Stina Blackstenius    | 15    |
| Valérie Gauvin        | 15    |
| Sofia Jakobsson       | 13    |
| Clarisse Le Bihan     | 8     |
| Marie-Charlotte Léger | 8     |
| Janice Cayman         | 6     |
| Katrine Veje          | 5     |
| Virginia Torrecilla   | 5     |
| Sandie Toletti        | 4     |
| Linda Sembrant        | 3     |
| Manon Uffren          | 2     |
| Anouk Dekker          | 2     |
| Laura Agard           | 1     |
| Laetitia Tonazzi      | 1     |
| Nérilia Mondésir      | 1     |

Les meilleures buteuses de la saison du Montpellier HSC sont la suédoise Stina Blackstenius et la française Valérie Gauvin avec 15 buts inscrits chacune. Elles sont suivis de près par une autre suédoise, Sofia Jakobsson, avec 13 buts.
Les meilleures passeuses de l'équipe sont Stina Blackstenius et Sofia Jakobsson qui réalisent chacune 10 passes décisives tout au long de la saison.
Les joueuses ayant participé au plus de rencontre cette saison sont Sembrant, Stina Blackstenius et Clarisse Le Bihan avec 29 apparitions sous les couleurs héraultaises.

### Joueuses en sélection nationale
Huit joueuses de l'effectif du Montpellier HSC ont déjà connus les honneurs d'être appelées en équipe de France. Cependant sur les huit, seulement trois participent à l'Euro 2017.
Six autres joueuses sont également internationales, les trois suédoises, Linda Sembrant, Stina Blackstenius et Sofia Jakobsson, Virginia Torrecilla avec l'équipe d'Espagne, Anouk Dekker internationale hollandaise, Janice Cayman, internationale belge et Katrine Veje avec l'équipe du Danemark.

## Affluence et télévision

### Affluence
Affluence du MHSC à domicile

### Retransmission télévisée
Profitant de la médiatisation de la Coupe du monde, la FFF avait lancé le lundi 11 juillet 2012 l’appel d’offre pour les droits TV du championnat de France. Ces derniers ont été remportés par France Télévision en duo avec la chaine Eurosport pour un contrat s'élevant à 110 000 euros.

## Équipe réserve et équipes de jeunes

### Équipe réserve
L’équipe réserve du Montpellier HSC sert de tremplin vers le groupe principal pour les jeunes du centre de formation ainsi que de recours pour les joueuses de retour de blessure ou en manque de temps de jeu. Elle a été créée lors de cette saison et évolue en Division d'Honneur qu'elle remporte sans pour autant pouvoir être candidate à la montée en division supérieure.
| Rang | Équipe                   | Pts | J  | G  | N | P | Bp  | Bc | Diff |
| ---- | ------------------------ | --- | -- | -- | - | - | --- | -- | ---- |
| 1    | Montpellier HSC rés. Par | 50  | 18 | 16 | 2 | 0 | 110 | 11 | +99  |
| 2    | Montpellier ASPTT        | 40  | 18 | 13 | 2 | 3 | 82  | 27 | +55  |
| 3    | AS Lattoise              | 36  | 18 | 12 | 0 | 6 | 62  | 28 | +34  |
| 4    | Saint-Cyprien FA         | 33  | 17 | 10 | 3 | 4 | 52  | 29 | +23  |

- Qualifié pour la Phase d'Accession Nationale
- Par : Première participation

### Équipe de jeunes
Le club héraultais possède une équipe des moins de 19 ans qui participe au Challenge National Féminin U19.
| Rang | Équipe                  | Pts | J  | G | N | P | Bp | Bc | Diff |
| ---- | ----------------------- | --- | -- | - | - | - | -- | -- | ---- |
| 1    | AS Saint-Étienne        | 26  | 10 | 8 | 2 | 0 | 35 | 9  | +26  |
| 2    | Montpellier HSC         | 22  | 10 | 7 | 1 | 2 | 31 | 9  | +22  |
| 3    | Olympique de Marseille  | 17  | 10 | 5 | 2 | 3 | 23 | 19 | +4   |
| 4    | FF Nîmes Métropole Gard | 15  | 10 | 5 | 0 | 5 | 15 | 25 | -10  |
| 5    | Grenoble Foot           | 4   | 10 | 1 | 1 | 8 | 12 | 30 | -18  |
| 6    | OGC Nice Par.           | 3   | 10 | 1 | 0 | 9 | 9  | 33 | -24  |

| Rang | Équipe                 | Pts | J  | G | N | P | Bp | Bc | Diff |
| ---- | ---------------------- | --- | -- | - | - | - | -- | -- | ---- |
| 1    | Montpellier HSC        | 22  | 10 | 7 | 1 | 2 | 21 | 10 | +11  |
| 2    | Olympique lyonnais     | 19  | 10 | 6 | 1 | 3 | 21 | 13 | +8   |
| 3    | AS Saint-Étienne       | 16  | 10 | 5 | 1 | 4 | 17 | 16 | +1   |
| 4    | Girondins de Bordeaux  | 13  | 10 | 4 | 1 | 5 | 11 | 13 | -2   |
| 5    | ASJ Soyaux             | 8   | 10 | 2 | 2 | 6 | 12 | 21 | -9   |
| 6    | ESOFV La Roche-sur-Yon | 8   | 10 | 2 | 2 | 6 | 8  | 17 | -9   |